# Beninbugten
Beninbugten er den del af Guineabugten som ligger mellem Ghana mod vest og udløbet af Niger mod øst.
Landområdet langs Beninbugten var et kerneområde for handelen med slaver fra Afrika, og fik navnet Slavekysten.
6°17′N 2°50.7′Ø / 6.283°N 2.8450°Ø